# Komiacy
Komiacy (także „Komi”, „Komi-Zyrianie”, dawniej „Zyrianie”; nazwa własna Komi, Komis) – lud ugrofiński zamieszkujący głównie Republikę Komi (Federacja Rosyjska), a także Półwysep Kolski i zachodnią Syberię. Obszary te zamieszkuje 293–418 tys. (w zależności przyjętego od kryterium narodowego — czytaj niżej) Komiaków, posługujących się językiem komi i rosyjskim.
Wywodzą się ze średniowiecznych plemion ugrofińskich, zamieszkujących tereny między jeziorem Ładoga a Uralem. W XIII i XIV w. ich ziemie włączone zostały do Republiki Nowogrodzkiej, a Komiacy podlegali silnym wpływom ruskim – wkrótce przyjęli również religię prawosławną. Zachowali jednak elementy dawnego kultu przyrody wraz z rozwiniętym folklorem epickim i śpiewami chóralnymi.
Obok Komiaków istnieje druga grupa etniczna, także nosząca tę samą nazwę (Komi), dla odróżnienia zatem w nauce określana jest mianem Komi-Permiaków. Z tego też powodu Komiaków – określa się niekiedy Komi-Zyrianami. Istnieją rozbieżne opinie na temat tego, czy obie te grupy to jeden naród, czy też dwa odrębne. Rosyjskie spisy powszechne je rozróżniają, jednak sprawa ta nie jest ostatecznie rozstrzygnięta, także wśród samych Komiaków. Nie jest także definitywnie rozstrzygnięte, czy używany przez te dwie grupy język komi to dwa dialekty tego samego języka, czy też odrębne języki. Język (lub dialekt) komi używany przez Komiaków właściwych określa się mianem języka komi lub języka (dialektu) komi-zyriańskiego, zaś język (dialekt) Komi-Permiaków nazywany jest komi-permskim.

## Terytorium i liczebność
Większa część rosyjskich Komiaków (ok. 256 tys. na początku lat 2000) zamieszkuje Republikę Komi jako oddzielne terytorium na obszarze Federacji Rosyjskiej. Pomimo że mieszka tam ich niewielka część  (ok. 30%) to występują tam także w większości Rosjanie, Białorusini, Tatarzy i Ukraińcy. Większość z nich mieszka na terenach zurbanizowanych, natomiast mniejsza ich część mieszka na wsiach. W spisie z 2010 roku w Rosji zamieszkiwało nieco ponad 228 tys. osób utożsamiających jako Komi oraz 94 tys. Komi-Permiaków. Oprócz zamieszkiwania terytorium Republiki Komi Komiacy zamieszkują również takie miasta jak: Archangielsk, Murmańsk, Omsk czy Kirow.

## Język i religia
Komiacy posługują się językiem komi, należącym do grupy ugrofińskich z rodziny uralskiej. Językiem tym posługuje się (stan na 2010 rok) 156 tys. osób. Język ten, pomimo że jest mało znany, posiada 10 różnych dialektów, właściwych dla różnych regionów. Pod koniec XIV wieku powstał alfabet staropermski, który bazował na cyrylicy. Tradycyjną wiarą wśród Komiaków był politeizm, jednak w XIV wieku ochrzczono ich i od tamtego czasu wyznają prawosławie, wśród nich znajdują się także staroobrzędowcy.